# Езеро (Болгария)
Езеро (болг. Езеро) — село в Болгарии. Находится в Сливенской области, входит в общину Нова-Загора. Население составляет 489 человек.
По данному селу названа археологическая культура Езеро, существовавшая в Болгарии в III тысячелетии до н. э.

## Политическая ситуация
В местном кметстве Езеро, в состав которого входит Езеро, должность кмета (старосты) исполняет Стоян Атанасов Господинов (коалиция в составе 2 партий: национальное движение «Симеон Второй» (НДСВ), ВМРО — Болгарское национальное движение) по результатам выборов.
Кмет (мэр) общины Нова-Загора — Николай Георгиев Грозев (Граждане за европейское развитие Болгарии (ГЕРБ)) по результатам выборов.